# L'Homme que j'ai choisi

L'Homme que j'ai choisi (titre original : The Flame) est un film américain réalisé par John H. Auer, sorti en 1947.

## Synopsis
George voue une haine féroce à l'encontre de son frère Barry qui a réussi dans les affaires et s'est enrichi. Barry est malade et son frère monte un plan avec une amie infirmière, lui demandant de l'épouser dans l'espoir qu'il meure rapidement et que les deux s'enrichissent.

## Fiche technique
- Titre original : The Flame
- Titre français : L'Homme que j'ai choisi
- Réalisation : John H. Auer
- Scénario : Lawrence Kimble, d'après une histoire de Robert T. Shannon
- Producteur : John H. Auer
- Musique : Heinz Roemheld
- Directeur de la photographie : Reggie Lanning
- Montage : Richard L. Van Enger
- Direction artistique : Gano Chittenden
- Décors : George Milo
- Costumes : Adele Palmer
- Ingénieurs du son : Victor B. Appel, Roger White
- Société de production : Republic Pictures
- Pays de production :  États-Unis
- Langue : anglais
- Format : noir et blanc – 35 mm – 1,37:1 – mono (RCA Sound System)
- Genre : drame
- Durée : 97 minutes
- Dates de sortie : 
  - États-Unis : 24 novembre 1947
  - France : 20 janvier 1950

## Distribution
- John Carroll : George MacAllister
- Vera Ralston : Carlotta Duval
- Robert Paige : Barry MacAllister
- Broderick Crawford : Ernie Hicks
- Henry Travers : Dr. Mitchell
- Blanche Yurka : Tante Margaret
- Constance Dowling : Helen Anderson
- Hattie McDaniel : Celia
- Victor Sen Yung : Chang
- Harry Cheshire : Le ministre
- John Miljan : Détective
- Garry Owen : Détective
- Eddie Dunn : Officier de Police

Acteurs non crédités (liste partielle)
- Vince Barnett : Portier à l'entrée des artistes
- Jeff Corey : L'Étranger
- Roland Dupree : Groom
- Chuck Roberson : Policier